# HP-01

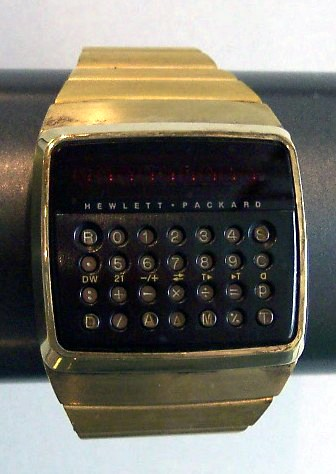
Hewlett Packard Digital-Uhr Model 1 1977

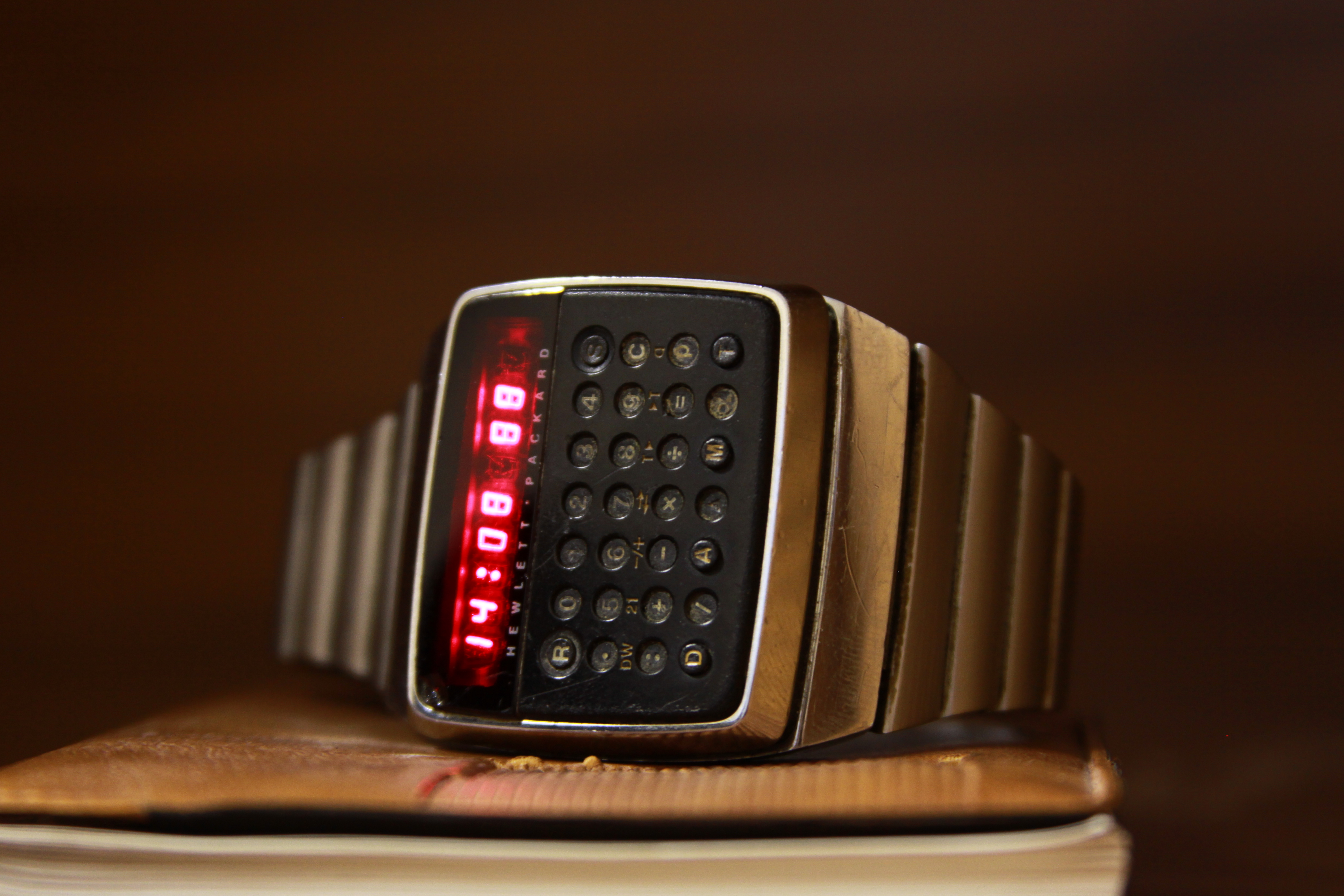
Da die LED-Anzeige erheblich Strom verbrauchte, wurde sie bei Inaktivität automatisch abgeschaltet.

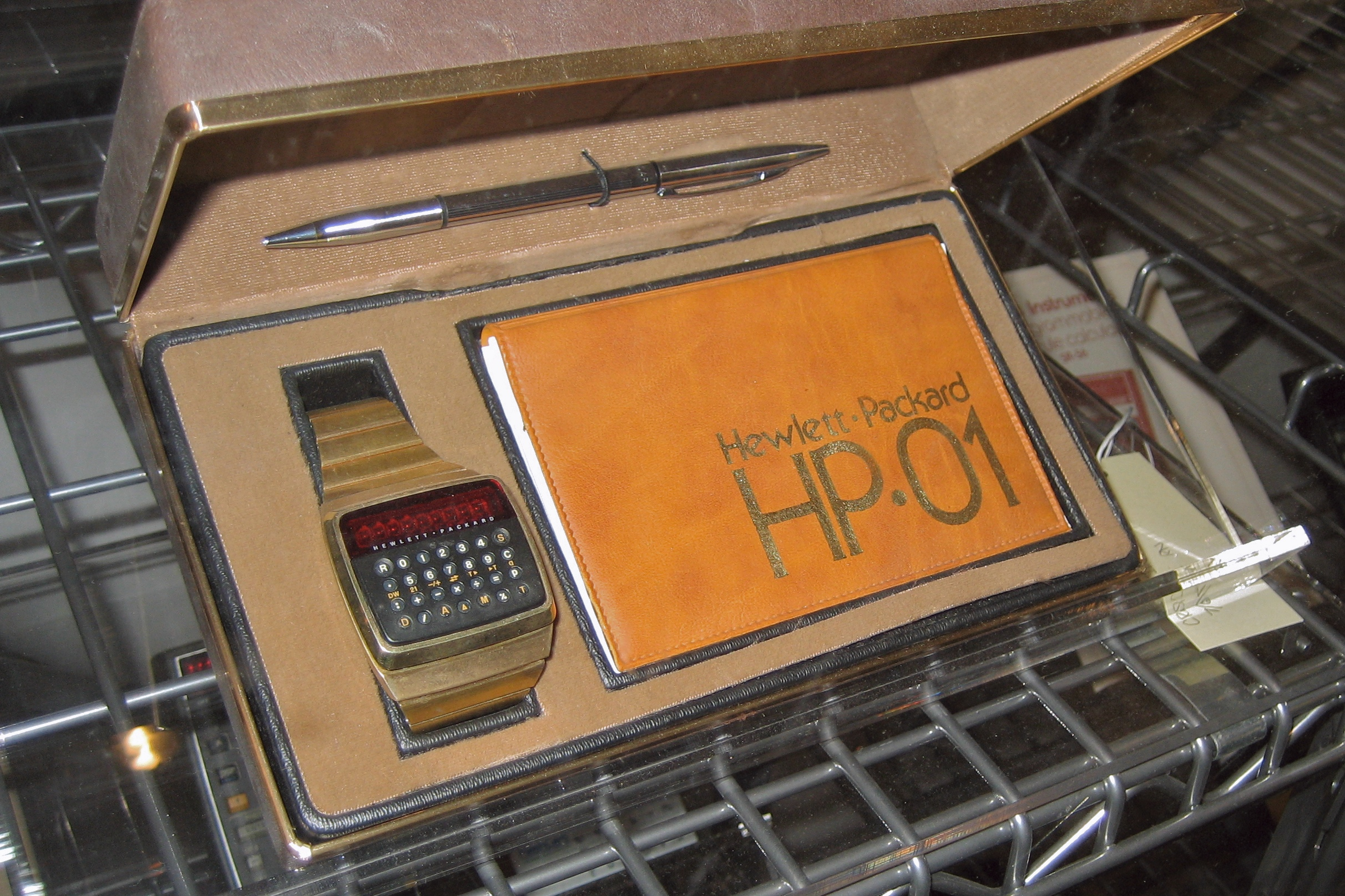
Entsprechend dem hohen Kaufpreis wurde die Uhr in einer wertig anmutenden Verpackung geliefert. Der Stift diente dazu, die naturgemäß sehr kleinen Tasten zu bedienen.

Die Hewlett-Packard HP-01 war eine Digitaluhr mit integriertem Taschenrechner und roter LED-Anzeige. Sie kam 1977 auf den Markt.

## Geschichte
Die Uhr wurde von Hewlett-Packard entworfen und hergestellt. Die HP-01 verwendete eine sieben-Segment-LED-Anzeige mit einem Dezimalpunkt. Sie kam 1977 während der Hochphase solcher LED-Uhren auf den Markt. Insgesamt gab es fünf Modelle, zwei mit Gold-Platinierung und drei mit Edelstahl-Gehäuse. Die Preise bewegten sich zwischen 450 USD und 550 USD für die Uhren mit Stahlgehäuse und 850 USD für die Uhren mit Goldplatinierung (dies entspricht einem Preisäquivalatent von etwa 2500 USD bis 3300 USD im Jahr 2014). In Deutschland kostete das kleinste Modell etwa 1000 DM. Da die HP-01 kommerziell nicht erfolgreich war, wurde ihre Produktion bereits nach zwei Jahren wieder eingestellt. Dies führte jedoch dazu, dass heutzutage teilweise Sammlerpreise von bis zu 4000 Euro gezahlt werden.
HP verkaufte Ersatzbatterie-Sätze als Zubehör. Zum Betrieb benötigte die Uhr drei Knopfzellen. Zwei Zellen wurden für den reinen Uhrenbetrieb verwendet und eine Knopfzelle versorgte die CPU. Das hatte den Vorteil, dass bei sorgfältiger Vorgehensweise ein Batterietausch ohne Verlust der Einstellungen möglich war. Die Batterien konnten vom Besitzer selbst getauscht werden, was damals keine Selbstverständlichkeit war.
Mit der Uhr wurde ein Kugelschreiber mitgeliefert, der auf seiner Rückseite einen Stylus enthielt, mit dem die Buttons der Uhr gedrückt werden konnten. Die meisten der 28 Buttons der HP-01 waren versenkt im Gehäuse eingelassen und konnten mit dem Kugelschreiber-Stilus oder einem kleinen Spezialstilus, der im Armband der Uhr untergebracht war, gedrückt werden. Es war jedoch auch durchaus üblich, dass die Anwender einen beliebigen Kugelschreiber verwendeten, was dazu führte, dass viele Uhren, die sich heute auf dem Gebrauchtmarkt finden, entsprechende Abdruckspuren aufweisen. Die Produktion der Uhr wurde 1979 wieder eingestellt.

## Eigenschaften
Die Einzigartigkeit der Uhr zeigt sich nicht nur dadurch, dass es die einzige Armbanduhr ist, die von Hewlett-Packard jemals hergestellt wurde, sondern auch durch einige zu dieser Zeit sehr außergewöhnliche Funktionen:
- Die Uhr konnte Datums-, Zeit- und Intervallberechnungen durchführen
- Die integrierte Stoppuhr ermöglichte Multiplikationen mit oder Divisionen durch eine Konstante und sie konnte während der Laufzeit eine ständig aktualisierte Zeit anzeigen (das war bei LED-Uhren wegen des hohen Stromverbrauchs sehr ungewöhnlich). HP nannte dieses Merkmal „Dynamic Rate Calculation“.
- Sie konnte das Datum sowie den Wochentag für alle Jahre im Bereich zwischen 1900 und 2099 berechnen und anzeigen
- Die HP-01 war der erste algebraische (AOS) Taschenrechner von Hewlett-Packard. Vor dem Erscheinen der Uhr basierten alle HP-Rechner auf der UPN-Logik. Einige spätere HP-Taschenrechner boten Mix-Modi (UPN und AOS).